# Полурезов Геннадій Іванович
Полурезов Геннадій Іванович (21 вересня 1937 - 30 березня 1985) -  український художник, живописець, працював у стилі соцреалізм. Учасник обласних і республіканських художніх виставок.

## Біографія
Полурезов Геннадій Іванович народився 21 вересня 1937 році м Артемівськ. 
Закінчив Луганське художнє училище, а в 1964 Київський художній інститут, факультет живопису. Отримав призначення в м. Черкаси де й прожив усе своє життя. 
Основні роботи: "Портрет Героя Соціалістичної партії Слюсар М.Д.", "Телятниці", "Рибальські будні." 
Писав портретний, історичний і пейзажний живопис. Також займався оформленням міських і обласних в'їзних архітектур, що вказують місто або населений пункт. 
Помер 30 березня 1985, похований у м. Черкаси.

## Роботи
- "Дуняша" (1972) 145*73 см., холст, олія]
- В'їзна архітектура м. Звенигородка